# Егорьевка (Сакмарский район)
Его́рьевка — село в Сакмарском районе Оренбургской области. Административный центр Егорьевского сельсовета.

## География
Село находится на правом берегу реки Каргалка, на расстоянии примерно 23 км (по прямой) к северо-западу от села Сакмара, административного центра района.

## История
Село основано Петром Егоровичем Евдокимовым в середине XIX века. Названо в честь отца Петра — Егора Евдокимова, также помещика.

## Население
| 2010 |
| ---- |
| 460  |

### Национальный состав
Согласно результатам переписи 2002 года, в национальной структуре населения казахи составляли 48 % из 416 чел., русские — 42 %.